# Pseudopsolus
Genre
Pseudopsolus est un genre d'holothuries (concombres de mer) de la famille des Cucumariidae. 

## Liste des espèces
Selon World Register of Marine Species (18 mars 2015) :
- Pseudopsolus ferrari Bell, 1908
- Pseudopsolus macquariensis Dendy, 1897